# Английская булавка

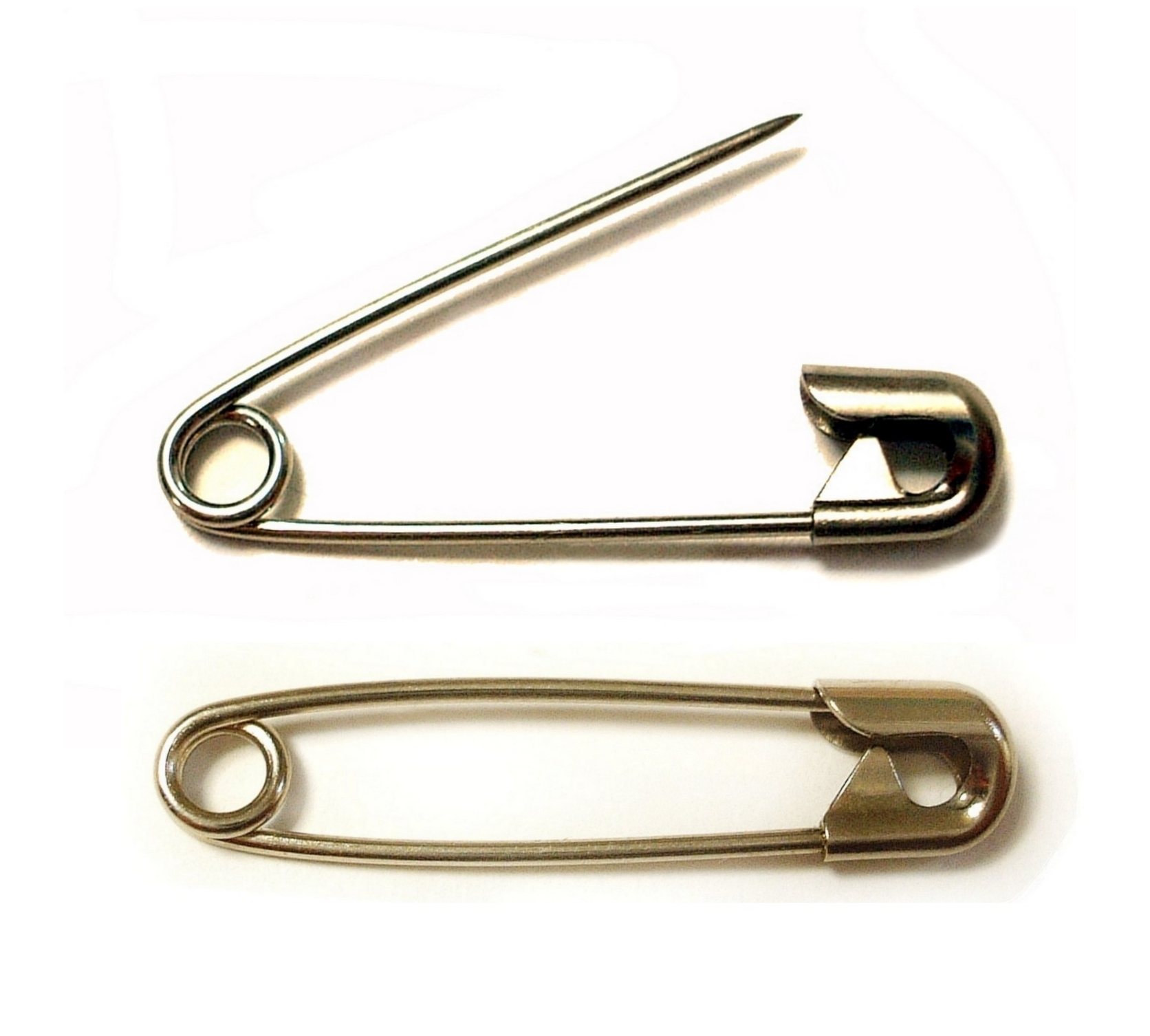
Английская булавка в открытом и закрытом состояниях

Англи́йская була́вка (безопасная булавка, англ. safety pin, булавка безопасная, «стрекоза») — разновидность булавки, в которой остриё иглы накрывается крышкой для защиты от случайного раскрытия и возможного укола.
Крышка английской булавки удерживается сформированной из стержня булавки пружиной и имеет форму, рассчитанную на лёгкое расстёгивание.

## История

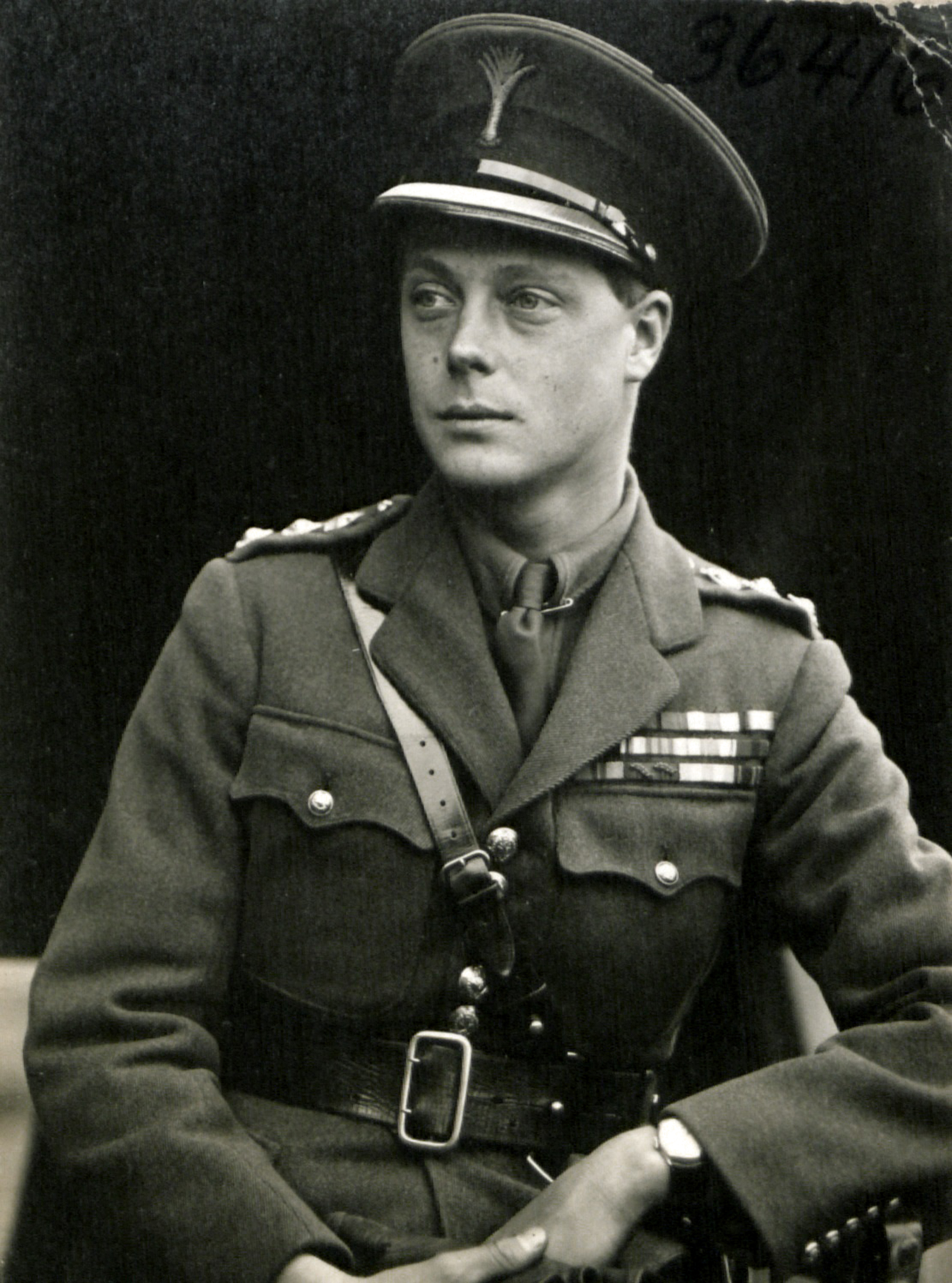
Принц Уэльский в полевой форме офицера британской армии, 1919 год.
Узел галстука пришпилен к воротнику сорочки при помощи английской булавки

В нынешнем виде английскую булавку изобрёл американский инженер Уолтер Хант 10 апреля 1849 года. Права на её использование были спешно проданы за 400$ (около 10000$ в ценах на 2008 год), чтобы оплатить долг Ханта в размере 15$ (патент (США) #6,281 от 10 апреля 1849).
Однако в те времена патент не всегда защищал изобретателя. Уже осенью того же года предприимчивый британец Чарльз Роулей запатентовал аналог булавки Ханта у себя на родине. Поэтому теперь эту булавку называют «английской».
Английская булавка может являться элементом декоративных предметов туалета (брошей, нагрудных знаков).

## Нецелевое использование «английской» булавки
Некоторые люди, с целью избавления от возможной судороги при купании, имеют булавку при себе, прикрепляя её к плавкам. «Английская» булавка в данном случае удобна потому, что не может поранить владельца при таком способе ношения.
В качестве панк-атрибутики булавки стали использовать британские и американские исполнители с 1970-х годов. Известно, что лидер панк-группы «Гражданская оборона» Егор Летов использовал булавки на чёрной рубашке в качестве украшения.
Многие творческие люди используют булавки для украшений или модных аксессуаров. Булавку изготавливают из золота и серебра, украшают стразами и драгоценными камнями.
Согласно поверьям булавка способна защитить от сглаза и тёмных сил.